# Knižní trh

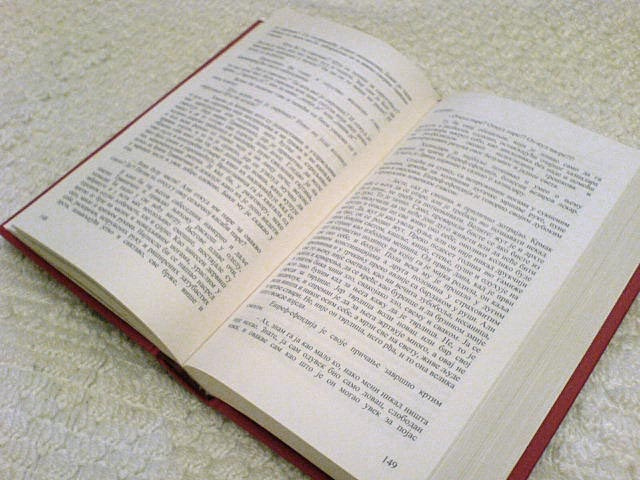
Otevřená kniha

Knižní trh je dynamický a komplexní systém, který zahrnuje všechny činnosti a procesy spojené s výrobou, distribucí a prodejem knih. Tvoří ho tři složky: nakladatelství, knižní distributor (dodavatel, velkoobchod) a knihkupectví.

## Proměny knižního trhu
Výzkum globálního knižního trhu je interdisciplinární a zaměřuje se na ekonomické, technologické a kulturní aspekty. V posledních letech[kdy?] dochází na trhu k významným změnám v důsledku digitalizace, která podporuje růst e-knih a online distribuce. Tyto trendy ukazují, že knižní trh se neustále vyvíjí a přizpůsobuje novým preferencím čtenářů.[zdroj?]
Digitalizace nejen zvyšuje dostupnost literatury, ale také mění obchodní modely nakladatelů. Online platformy umožňují autorům přímý přístup k čtenářům, čímž snižují potřebu tradičních distribučních kanálů. Kromě toho získávají na významu sociální média jako nástroj marketingu a propagace knih. Ta autorům a nakladatelům poskytují efektivní způsoby, jak oslovit cílové publikum a rozšiřovat povědomí o svých dílech.[zdroj?]

## Ekonomika knižního trhu
Ekonomika knižního trhu se zaměřuje na mechanismy prodeje, marketingové strategie a spotřebitelské chování. Publikace jsou často analyzovány z hlediska jejich formátu, ceny a distribučních modelů. Globální trh s knihami zaznamenává růst, přičemž digitální publikace hrají stále důležitější roli.
Sledování faktorů, jako jsou trendy v čtení a uživatelské preference, je klíčové pro rozhodování nakladatelů. Podle Kamily Augustyn: „Digitalizace zásadně mění způsob, jakým jsou knihy distribuovány a konzumovány.“
Významné jsou i změny v chování spotřebitelů, které mají přímý dopad na prodej knih. Knižní trh se tak stává nejen prostorem pro kulturní produkci, ale i dynamickým odvětvím s výrazným ekonomickým vlivem na globální úrovni. Navzdory rychlé digitalizaci a technologickým inovacím si trh zachovává svou relevanci tím, že neustále reaguje na měnící se potřeby a preference čtenářů.[zdroj?]

## Český knižní trh
Český knižní trh se díky zhruba deseti milionům potenciálních zákazníků a zaměřením na jeden nesvětový jazyk řadí mezi středně velké knižní trhy. Je dlouhodobě považován za jeden z nejvyvinutějších ve střední Evropě. Specifický je mimo jiné i svým vysoce konkurenčním prostředím, nedostatkem relevantních informací o ekonomickém fungování jednotlivých vydavatelských firem a nedostupností kompletních informací o nákladech a prodejích knih. Lze tedy říci, že se Česká republika potýká s problematikou nedostatečného množství relevantních dat, ze kterých by bylo možné český knižní trh dobře charakterizovat.
Z informací, které jsou v České republice dostupné, lze říci, že český knižní trh je stabilní a funkční a to i přes jeho výrazné podfinancování (trpí nedostatkem finančních prostředků) a titulovou naddimenzovanost („přecpanost“).
Český knižní trh je pravidelně analyzován prostřednictvím zpráv o českém knižním trhu, které vydává Svaz českých knihkupců a nakladatelů (SČKN). Tyto zprávy poskytují klíčová statistická data o produkci knih, jejich prodejnosti, vývoji cen a celkovém ekonomickém stavu trhu. Jsou veřejně dostupná a představují důležitý informační zdroj pro knihkupce, nakladatele i širokou veřejnost. Kompletní zprávy lze nalézt na oficiálních stránkách SČKN.

### Historie a vývoj českého knižního trhu
Historie českého knižního trhu sahá až do dob středověku, kdy se knihy přepisovaly ručně. Výrazným milníkem byl dále vynález knihtisku v 15. století, díky kterému se trh začal výrazně rozšiřovat. V 19. století se pak český knižní průmysl dynamicky rozvíjel, což bylo umožněno národním obrozením a větší gramotností obyvatelstva.

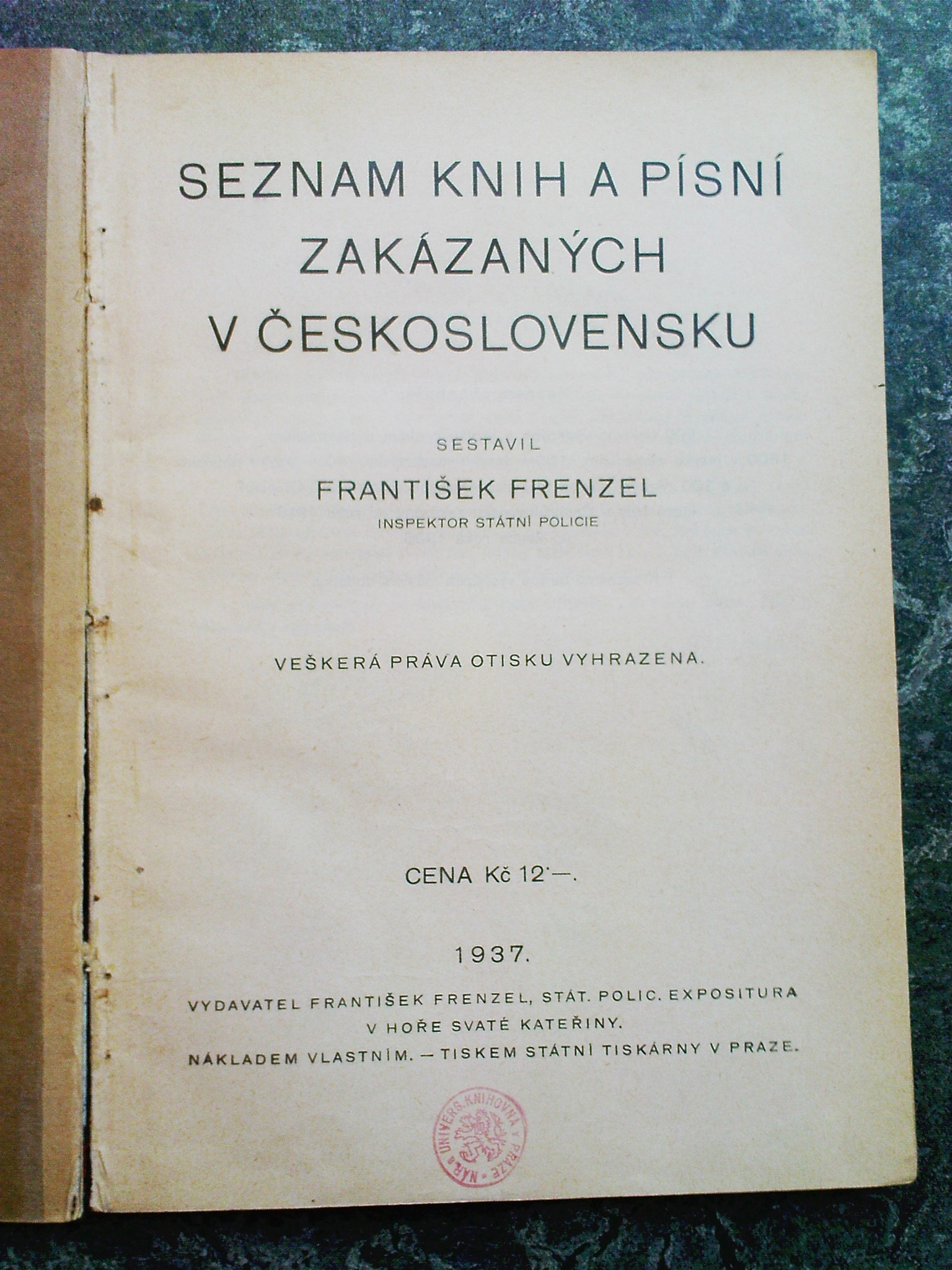
Seznam zakázaných knih a písní v Československu (1937)

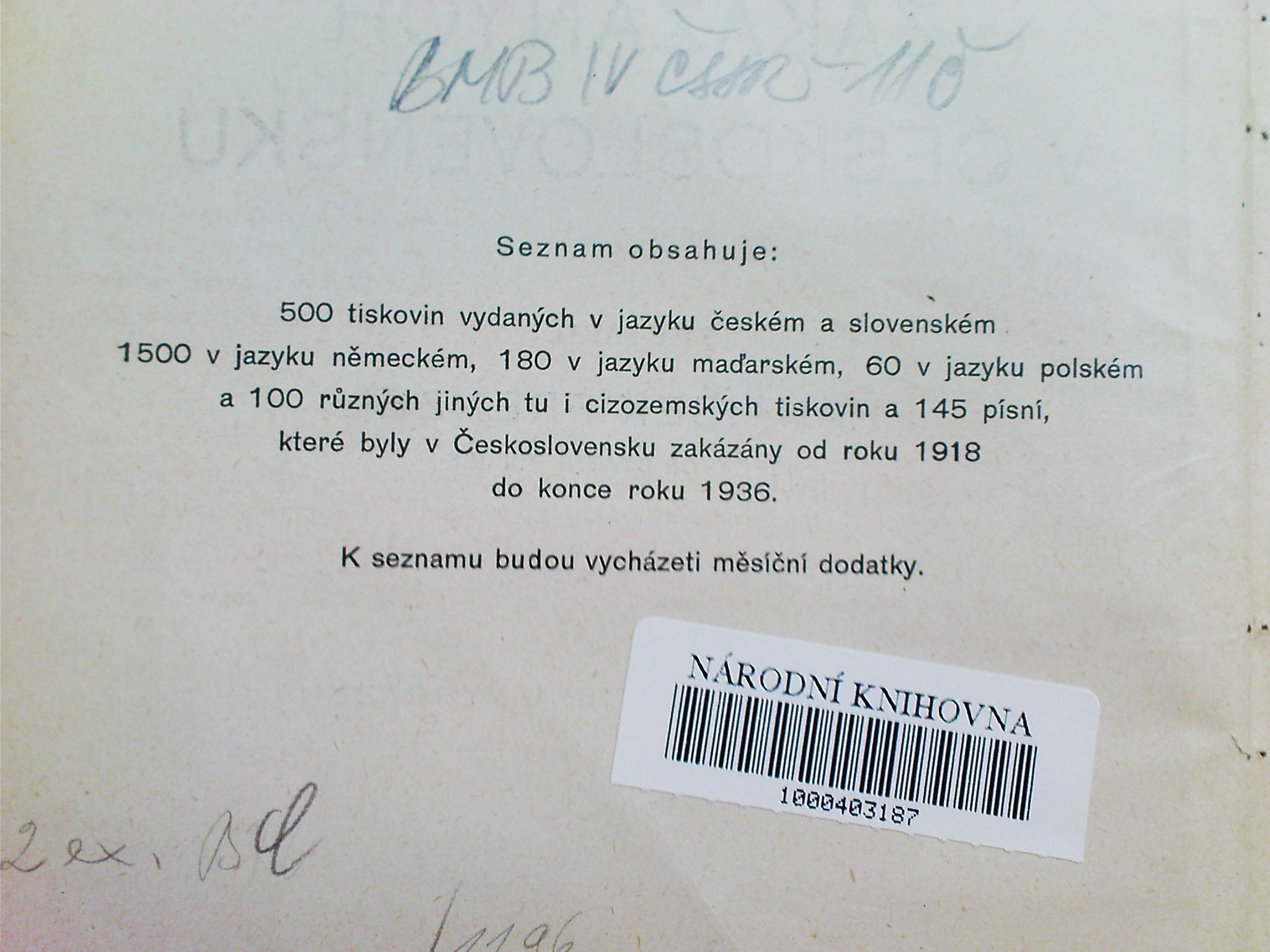
Seznam zakázaných knih a písní v Československu (1937)

Další výraznou událostí, která ovlivnila český knižní trh, byla první světová válka, která probíhala mezi lety 1914 a 1918. Politická a hospodářská situace státu je jedním z hlavních faktorů, který ovlivňuje vývoj knižního trhu, a proto lze první světovou válku považovat za důležitý milník. V té době byl knižní trh ovlivněn především cenzurou tisku. „Došlo k zastavení tisku téměř stovky českých periodik a vyřazení vybraných předválečných učebnic. Zásadní byl také nedostatek pracovníků v tomto oboru, jelikož mnoho pracovníků z tiskáren a obchodů šlo do války.“ V neposlední řadě byl v této době český knižní trh ovlivněn i nedostatkem papíru. Všechny tyto okolnosti vedly k celkovému nárůstu ceny knih o asi 10 %.
Období protektorátu (1939–1945) bylo dalším obdobím, kdy byl obsah knižního trhu pod neustálou kontrolou. Nakladatelská regulace byla udržována edičními povoleními, která přiděloval Tiskový odbor Předsednictva ministerské rady. Tato regulace se ale netýkala pouze obsahu dokumentů, ale i rozsahu jejich produkce, se kterou souviselo i omezení množství papíru, který byl na příděl. Mezi další omezení zaváděná v té době patřil i zákaz nebo přímá konfiskace knih od vybraných autorů. Všechna omezení, která formovala tehdejší podobu českého knižního trhu, vedla k výraznému poklesu množství vydávaných knih a jejich celkovému nedostatku. V důsledku toho pak, stejně jako za první světové války, došlo k nárůstu ceny knih a navíc i k rozšíření protekčního a podpultového prodeje.
Cenzura provázela knižní trh v Čechách i v období socialismu (1948–1989). Jedním ze způsobů, který cenzuru zaručoval, byl systém kádrové politiky, která zaručovala, že se na vedoucí pozice mohli dostat jen pověření členové KSČ. Od roku 1953 pak fungovala také Hlavní správa tiskového dohledu jako přímý cenzurní úřad – její role byla rozhodující u schvalování textů především do novin a časopisů.
V tomto období došlo také k rozvoji rozhlasové a televizní tvorby (především od roku 1953), o kterou byl ve společnosti stále větší zájem. V důsledku toho byla míra rozšiřování knih značně limitována. Výrazná byla také propagace sovětského tisku, ke které docházelo především v knihovnách, kde také docházelo k fyzickému vyřazování knih. Příkazy k vyřazování se ale týkaly plošně knihoven všech kategorií.[zdroj?]
Po roce 1968, kdy došlo k invazi armád pěti socialistických států, se změnil okruh témat, která byla režimem sledována, změnily se i metody represe, snížila se výše trestů, ale celkový dohled zesílil. Významný vliv mělo v té době zahraniční vysílání, kterým pronikaly informace z ciziny. Toto vysílání sehrálo velkou roli při odporu vůči oficiálním názorům.
Polistopadová doba v Čechách (Sametová revoluce) byla popoháněna vizí „vysvobození knihy z područí moci a ideologie.“ Poté, co byl tento cíl naplněn, chyběl sociálnímu životu knihy vyšší důvod a ukazovalo se, že je problémové dostat knihu v českém prostředí na úroveň obchodní komodity, kterou je například oblečení, kosmetika či elektronika.

### Český knižní trh v době pandemie Covidu-19
Ve 21. století již není knižní trh v ČR příliš výrazně ovlivňován politickou situací, ale ovlivňuje ho řada vnějších vlivů. Pandemie nemoci covid-19 byla dalším výrazným milníkem vývoje nejen českého knižního trhu, ale celého českého hospodářství.[zdroj?]
Došlo k plošnému uzavření knihkupectví a omezení společenského života, což vedlo k poklesu prodeje knih, zejména v první polovině roku 2020. Vydavatelé museli reagovat rušením či odkladem plánovaných titulů a hledáním nových způsobů distribuce.[zdroj?]
Zároveň se však zvýšil zájem o elektronické knihy a audioknihy, protože čtenáři hledali alternativní možnosti přístupu k literatuře. Některé knihkupecké řetězce a nakladatelství posílily své online prodeje, což pomohlo zmírnit celkové ztráty. Navzdory těmto opatřením trh utrpěl značné finanční ztráty, které zasáhly i malé nakladatele a nezávislá knihkupectví.[zdroj?]
Pandemie také urychlila digitalizaci knižního odvětví a přiměla tradiční knihkupectví hledat nové cesty, jak oslovit čtenáře, například prostřednictvím sociálních sítí nebo virtuálních literárních akcí. Český knižní trh se tak ocitl ve zlomovém bodě, který mohl do budoucna přinést zásadní změny v jeho fungování.